# Смертельная забава
«Смертельная забава» (англ. The Funhouse) — американский фильм ужасов, слэшер, снятый режиссёром Тоубом Хупером в 1981 году на волне популярности фильма «Пятница, 13-е». Один из первых фильмов режиссёра (который на тот момент был уже известен по «Техасской резне бензопилой») для студии Universal Pictures. В главных ролях снимались Кевин Конуэй, Элизабет Берридж и Купер Хукаби.
Съёмки проходили в Майами. Премьерный показ состоялся 13 марта 1981 года в 814 кинотеатрах в США. В первый уик-энд фильм собрал почти три миллиона долларов, а всего в прокате собрал 7,886,857 долларов. Впоследствии, в 1980-х, «Смертельную забаву» показывали по американскому телевидению вместе с «Пятница, 13-е».

## Сюжет
Эми Харпер вместе с друзьями — новым бойфрендом Баззом, лучшей подругой Лиз и её безответственным парнем Ричи — отправляются на карнавал, который в их городе устраивают странствующие циркачи. Ребята курят марихуану, идут поглазеть на стрип-шоу, подшучивают над предсказательницей Зеной, посещают кабинет редкостей, где выставлены жутковатые уродцы в банках с формальдегидом и затем идут на магическое представление фокусника Марко.
Ближе к закрытию карнавала, Ричи подбивает друзей остаться на ночь в аттракционе ужасов «Funhouse». Там они становятся свидетелями убийства мадам Зены (той самой гадалки, с которой они сталкиваются в начале фильма), которое совершает урод в маске монстра Франкенштейна. Он оказывается сыном организатора карнавала Конрада Страйкера. Страйкер, поняв, что свидетели всё ещё находятся в «Фанхаусе», решает не выпускать их оттуда живыми. Эми, Базз, Лиз и Ричи вооружаются подручными предметами и готовятся бороться за свои жизни...

## В ролях
- Кевин Конуэй — Конрад Страйкер, организатор шоу и зазывала на ярмарке
- Элизабет Берридж — Эми Харпер
- Купер Хукаби — Базз Доусон
- Ларго Вудрафф — Лиз Дункан
- Майлс Чэпин — Ричи Аттербери
- Сильвия Майлз — мадам Зена, предсказательница
- Уильям Финли — Великолепный Марко, фокусник
- Уэйн Доба — Гюнтер Твибунт / Монстр

## Отзывы
Джон Корри, журналист газеты «The New York Times» оценил особый стиль, с которым Хупер снял фрик-шоу на карнавале. От рецензента журнала «Variety» фильм получил достаточно холодный приём. Критик из журнала «People» назвал Хупера мастером жанра и отметил «мучительно-напряжённую» финальную сцену конфронтации главных героев с убийцами.
Критик Джин Сискел из «Chicago Tribune» дал фильму положительную оценку.

## Новеллизация
Дин Кунц написал новеллизацию фильма на основе сценария Ларри Блока. Книга «The Funhouse» (в странах СНГ выпущена под названием «Дом ужасов») вышла в 1980 году, задолго до премьеры самого фильма, поскольку производственный процесс занял больше времени, чем рассчитывали продюсеры.